# San Antonio, Xiutetelco
San Antonio är en ort i Mexiko.   Den ligger i kommunen Xiutetelco och delstaten Puebla, i den sydöstra delen av landet, 190 km öster om huvudstaden Mexico City. San Antonio ligger 2 432 meter över havet och antalet invånare är 1 490.
Terrängen runt San Antonio är bergig. Runt San Antonio är det ganska tätbefolkat, med 179 invånare per kvadratkilometer. Närmaste större samhälle är Teziutlan, 6,8 km norr om San Antonio. I omgivningarna runt San Antonio växer huvudsakligen savannskog.